# Mistrzostwa Europy w Saneczkarstwie 2026
57. Mistrzostwa Europy w Saneczkarstwie 2026 zostaną rozegrane w dniach 17–18 stycznia 2026 roku w niemieckim Oberhofie.

## Klasyfikacja medalowa
| Miejsce | Państwo | złoto | srebro | brąz | Razem |
| ------- | ------- | ----- | ------ | ---- | ----- |
| 1.      |         |       |        |      |       |
| 2.      |         |       |        |      |       |
| 3.      |         |       |        |      |       |

## Medaliści
| Konkurencja       | Złoto | Czas | Srebro | Czas | Brąz | Czas |
| Jedynki kobiet    |       |      |        |      |      |      |
| Jedynki mężczyzn  |       |      |        |      |      |      |
| Dwójki kobiet     |       |      |        |      |      |      |
| Dwójki mężczyzn   |       |      |        |      |      |      |
| Sztafeta mieszana |       |      |        |      |      |      |